# European Association of Labour Economists
Die European Association of Labour Economists (EALE) ist eine europäische Vereinigung von Wirtschaftswissenschaftlern zum wissenschaftlichen Austausch mit Sitz an der Universität Maastricht.

## Hintergrund
Die Organisation gründete sich 1989. Die Organisation dient dem wissenschaftlichen Austausch zwischen europäischen Wirtschaftswissenschaftlern mit Schwerpunkt Arbeitsmarktforschung. Sie konstituiert sich sowohl aus individuellen als auch institutionellen Mitgliedern aus derzeit 25 Ländern (Stand: November 2010). 
Satzungsgemäß wird die Organisation von einem Exekutivkomitee geleitet, dessen Präsident zugleich Präsident ist. Das Komitee besteht mindestens aus dem Präsidenten und zwölf gewählten Mitglieder, bis zu fünf weitere Mitglieder können zur Aufrechterhaltung der Aufgaben hinzukommen. Das Komitee ist zuständig für die Ausrichtung der Organisation hinsichtlich der Einhaltung der Aufgaben – insbesondere der Aufrechterhaltung des internationalen Austausches – der Organisation. Das offizielle Publikationsorgan Labour Economics wird vom Wissenschaftsverlag Elsevier aufgelegt.
Die Organisation unterstützt das deutsche Institut zur Zukunft der Arbeit bei der jährlichen Durchführung der IZA European Summer School in Labor Economics.

## Bisherige Präsidenten
- Renato Brunetta (1989–1993)
- Eskil Wadensjö (1993–1999)
- Stephen Nickell (1999–2002)
- Bertil Holmlund (2002–2005)
- Alison Booth (2005–2008)
- Steve Machin (2008–)